# Franz Xaver Seelos

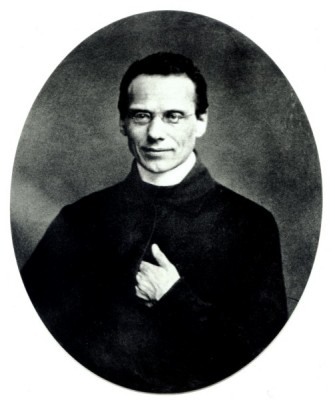
Franz Xaver Seelos

Franz Xaver Seelos (* 11. Januar 1819 in Füssen; † 4. Oktober 1867 in New Orleans) war ein deutscher Redemptoristen-Missionar, der 1843 in die USA auswanderte und dort bis zu seinem Tode wirkte. Am 9. April 2000 wurde er von Papst Johannes Paul II. seliggesprochen. Sein Gedenktag ist der 5. Oktober.

## Leben

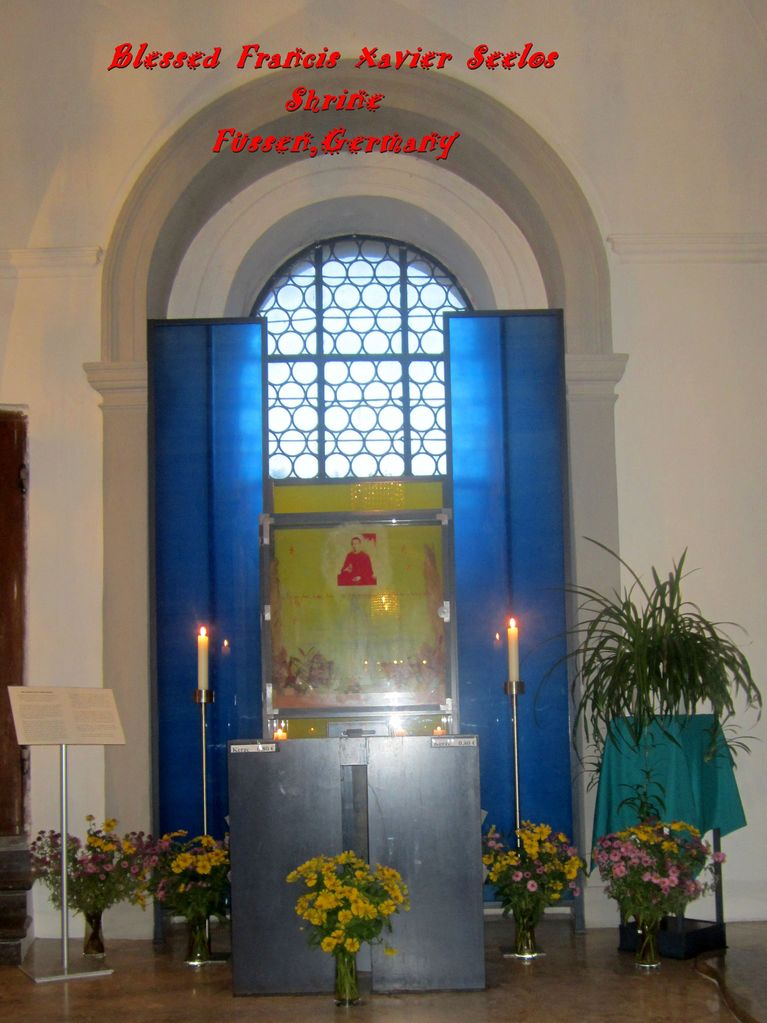
Seelos-Gedenkstätte in der Pfarrkirche St. Mang in Füssen

Als Sohn des Messners der Kirche von St. Mang verspürte der junge Franz Xaver schon früh den Wunsch, Priester zu werden. Nach dem Besuch der Grundschule in Füssen besuchte er sieben Jahre das Benediktinergymnasium St. Stephan in Augsburg. Nach dem Abitur studierte er ab 1839 an der Universität München Philosophie und Theologie. Nachdem er sich den Redemptoristen angeschlossen hatte, wanderte er 1843 in die USA aus, wo er das Noviziat der Redemptoristen in Maryland begann.
1844 empfing er in der Kirche St. James in Baltimore (Maryland) die Priesterweihe. In den folgenden neun Jahren arbeitete er in der Pfarrei St. Philomena in Pittsburgh (Pennsylvania) als Vikar des Heiligen Johannes Neumann später als Superior, Novizenmeister und Pfarrer. 1854 wurde er von Pittsburgh nach Baltimore versetzt. 1857 wurde er Pfarrer in Cumberland (Maryland), wo er täglich mehrere Stunden die Beichte abnahm. 1862 arbeitete er in Annapolis als Pfarreiseelsorger und Studentenpräfekt.
Nachdem 1863 neue Militärdienstgesetze erlassen worden waren, wandte sich Pfarrer Seelos an den US-Präsidenten Abraham Lincoln und bat ihn mit Erfolg, die Studenten seiner Kongregation vom Kriegsdienst zu befreien. Nach seiner Absetzung als Präfekt 1863 wirkte er bis 1866 in über zehn US-Bundesstaaten als charismatischer Missionar in der Volksmission. 1866 wurde er nach New Orleans versetzt.
Am 4. Oktober 1867 starb Franz Xaver Seelos in New Orleans; er hatte sich bei der Pflege von Gelbfieberkranken selbst diese tödliche Krankheit zugezogen.